# Saint-Romain-de-Colbosc
Saint-Romain-de-Colbosc település Franciaországban, Seine-Maritime megyében. Lakosainak száma 4608 fő (2022. január 1.). Saint-Romain-de-Colbosc Épretot, Gommerville, La Remuée, Saint-Aubin-Routot, Saint-Vincent-Cramesnil és Les Trois-Pierres községekkel határos.

## Népesség
A település népessége az elmúlt években az alábbi módon változott:
| Lakosok száma | 3930 | 4054 | 4137 | 4132 | 4172 | 4259 | 4355 | 4436 | 4608 |
|               | 2013 | 2015 | 2016 | 2017 | 2018 | 2019 | 2020 | 2021 | 2022 |